# 名古屋市立山田小学校
名古屋市立山田小学校（なごやしりつ やまだしょうがっこう）は、愛知県名古屋市西区八筋町の公立小学校。

## 歴史

### 沿革
- 1908年（明治41年） - 山田第一尋常小学校および山田第二尋常小学校が統合され、山田尋常小学校が成立する[WEB 1]。
- 1909年（明治42年） - 山田高等小学校を統合し、山田尋常高等小学校となる[WEB 1]。
- 1910年（明治43年） - 現在地に校地を移転する[WEB 1]。
- 1920年（大正9年） - 各大字に存在していた分教場を統合[WEB 1]。
- 1926年（大正15年） - 当地選出の貴族院議員である松沢清治郎の寄付により講堂が落成する[WEB 1]。
- 1941年（昭和16年） - 山田国民学校と改称する[WEB 1]。
- 1944年（昭和19年） - 名古屋市筒井国民学校の集団疎開を受け入れ、二部授業を実施する[WEB 1]。
- 1947年（昭和22年） - 高等科が廃止され、山田中学校に移行[WEB 1]。山田小学校となる[WEB 1]。
- 1966年（昭和41年）8月2日 - 不審火により物置を焼失[2]。
- 1967年（昭和42年） - 校歌として「あすの希望」が制定される[WEB 1]。
- 1968年（昭和43年） - 名古屋市立平田小学校が分離独立する[WEB 1]。
- 1969年（昭和44年） - 名古屋市立比良小学校が分離独立する[WEB 1]。
- 1971年（昭和46年） - 名古屋市立大野木小学校が分離独立する[WEB 1]。
- 1978年（昭和53年） - 名古屋市立中小田井小学校が分離独立する[WEB 1]。
- 2006年（平成18年） - トワイライトスクールが開始[WEB 1]。
- 2008年（平成20年） - 校訓として「輝け！山田っ子　やる気　まえ向き　だれとでも」が制定される[WEB 1]。

### 児童数の変遷
『愛知県小中学校誌』（1998年）によると、児童数の変遷は以下の通りである。
| 1947年（昭和22年） | 1,087人 |  |
| 1957年（昭和32年） | 1,035人 |  |
| 1967年（昭和42年） | 2,215人 |  |
| 1977年（昭和52年） | 1,781人 |  |
| 1987年（昭和62年） | 683人   |  |
| 1997年（平成9年）  | 630人   |  |

## 通学区域
所管する名古屋市教育委員会は、2019年（令和元年）9月1日現在、西区のうち、赤城町・市場木町・上小田井一丁目・上小田井二丁目・貴生町・五才美町・二方町・南川町・八筋町の全域を通学区域として指定している。
また、卒業後の進学先は名古屋市立山田中学校となっている。

### WEB
1. 1 2 3 4 5 6 7 8 9 10 11 12 13 14 15 16  “学校の歩み”.   名古屋市立山田小学校. 2020年8月16日閲覧。
2. ↑  名古屋市教育委員会事務局総務部教育環境計画室計画係 (2019年9月1日). “名古屋市立小・中学校の通学区域一覧（西区）” (PDF).   名古屋市. 2020年8月16日閲覧。
3. ↑  名古屋市教育委員会事務局総務部教育環境計画室計画係 (2018年4月1日). “名古屋市立中学校区一覧（小→中）” (PDF).   名古屋市. 2020年8月16日閲覧。

### 書籍
1. 1 2 3  六三制教育五十周年記念愛知県小中学校誌編集委員会 1998, p. 301.
2. ↑  名古屋市会事務局 1983, p. 63.